# 상취라도
상취라도(上吹螺島)는 조선민주주의인민공화국 행정구역상 온천군 증악노동자구를 이루고 있는 섬이다. 한국전쟁 당시 동키부대 파견대가 이곳에 주둔하였다. 참고로 취라는 소라를 뜻하며, 이곳에서 소라가 많이 잡힌다고 한다. 자매 섬으로는 하취라도가 있다.

## 같이 보기
- 북방한계선 (NLL)